# Sinfonía n.º 2 (Mozart)

Leopold Mozart

La Sinfonía n.º 2 en si bemol mayor, K. 17, anteriormente atribuida por error a Wolfgang Amadeus Mozart, fue compuesta por su padre Leopold Mozart. A esta sinfonía le ha sido dado el número Anhang C 11.02 en la sexta edición del catálogo de la música de Mozart de Ludwig Ritter von Köchel.
La sinfonía consta de cuatro movimientos según el esquema usual rápido-lento-minueto-rápido:
- I. Allegro
- II. (Andante)
- III. Menuetto I y II
- IV. Presto

Desde que el KV. 17 no es considerado obra de W. A. Mozart, el Neue Mozart-Ausgabe no incluye esta sinfonía como parte de su edición.